# Chambre des représentants de l'Arkansas
Capitole de l'État de l'Arkansas, Little Rock
La Chambre des représentants de l'Arkansas (en anglais : Arkansas House of Representatives) est la chambre basse de l'Assemblée générale de l'État américain de l'Arkansas.

## Système électoral
La Chambre des représentants de l'Arkansas est composée de 100 sièges pourvus pour deux ans au scrutin uninominal majoritaire à un tour dans autant de circonscriptions.
Les districts représentent chacun une moyenne de 29 159 habitants. Aucun membre de la chambre des représentants ne peut exercer plus de trois mandats consécutifs.

## Siège
La chambre des représentants de l'Arkansas siège au Capitole situé à Little Rock, capitale de l'État.

## Représentation
| Date            | Parti      | Parti        | Total | Vacants |
| Date            | Démocrates | Républicains | Total | Vacants |
| --------------- | ---------- | ------------ | ----- | ------- |
| Date            |            |              | Total | Vacants |
| 9 janvier 2017  | 24         | 76           | 100   | 0       |
| 14 janvier 2019 | 24         | 76           | 100   | 0       |
| 11 janvier 2021 | 23         | 77           | 100   | 0       |